# Leiochrides hemipodus
Leiochrides hemipodus är en ringmaskart som beskrevs av Hartman 1960. Leiochrides hemipodus ingår i släktet Leiochrides och familjen Capitellidae. Inga underarter finns listade i Catalogue of Life.